# Linarita
La linarita és un mineral de la classe dels sulfats que rep el seu nom de la ciutat de Linares (Jaén, Espanya), lloc on va ser descobert l'any 1822. Pertany al grup de la linarita-chenita.

## Característiques
La linarita és un hidroxisulfat de plom i coure. Cristal·litza en el sistema monoclínic, i s'hi pot trobar en grups de raïms de petits cristalls, normalment microscòpics, o en crostes d'un color blau intens molt característic. Sovint confosa pel seu color amb l'atzurita, se les distingeix fàcilment perquè la linarita no reacciona del tot amb àcid clorhídric. És una espècie tan escassa que no s'extreu comercialment, però el color és tan intens que fa que aquest mineral sigui molt buscat per al col·leccionisme.
Segons la classificació de Nickel-Strunz, la linarita pertany a «07.BC: Sulfats (selenats, etc.) amb anions addicionals, sense H₂O, amb cations de mida mitjana i gran» juntament amb els següents minerals: d'ansita, alunita, ammonioalunita, ammoniojarosita, argentojarosita, beaverita-(Cu), dorallcharita, huangita, hidroniojarosita, jarosita, natroalunita-2c, natroalunita, natrojarosita, osarizawaïta, plumbojarosita, schlossmacherita, walthierita, beaverita-(Zn), ye'elimita, atlasovita, nabokoita, clorothionita, euclorina, fedotovita, kamchatkita, piypita, klyuchevskita, alumoklyuchevskita, caledonita, wherryita, mammothita, schmiederita, munakataïta, chenita, krivovichevita i anhidrocaïnita.

## Formació i jaciments
És un mineral secundari molt poc comú que es troba a la zona superficial d'oxidació de dipòsits de minerals del plom com la galena o la calcopirita, sent normal que estigui associat a ambdues així com amb malaquita i cerussita. Els cristalls més bells, de fins a 10 cm de longitud, procedeixen d'Arizona (Estats Units), encara que també abunden en altres parts dels Estats Units, així com a Namíbia i a la Serra de Capillitas (Argentina). Als territoris de parla catalana ha estat descrita a la pedrera Berta, a la mina de Les Ferreres (Camprodon, Ripollès), a la mina San Miguel (Ribes de Freser, Ripollès), a la mina Alforja (Baix Camp), a la mina Balcoll (Falset, Priorat) i a la mina Bessó (Ulldemolins, Priorat).

## Grup
El grup de la linarita-chenita de minerals està format per quatre espècies.
| Espècie      | Fórmula                     |
| ------------ | --------------------------- |
| Chenita      | Pb₄Cu(SO₄)₂(OH)₆            |
| Linarita     | PbCu(SO₄)(OH)₂              |
| Munakataïta  | Pb₂Cu₂(Se4+O₃)(SO₄)(OH)₄    |
| Schmiederita | Pb₂Cu₂(Se6+O₄)(Se4+O₃)(OH)₄ |